# Mas de Mont-ravà
El Mas de Mont-ravà, o Monravà és el més important i conegut dels de l'antic terme de Samuntà. El mas és inventariat, així com la capella adjacent a aquest. Prop del mas se situen les Torres de defensa del Mas Mont-ravà, monument protegit com a bé cultural d'interès nacional.

## El Mas
Situat a la confluència dels rius Glorieta i Micanyo, en lloc aïllat. Presenta les característiques típiques de les masies catalanes, amb diversos processos d'edificació a l'entorn d'un nucli originari, de planta rectangular i teulada a doble vessant. Aquesta primera part té una porta d'accés d'arc de mig punt i dovelles de pedra disposades de manera radial. A la part superior de la llinda apareix un escut datat el 1738 que fa referència al llinatge Monravà. En tot aquest cos s'obren finestres irregulars quant a dimensions i disposició. A partir d'aquest nucli s'ha fet altres construccions posteriors. La casa està envoltada d'un ampli jardí amb un estany.
L'existència del mas és coneguda des del segle xii. El 1163 el comte-rei Alfons el Cast el va atorgar a Pere Voltor i la seva esposa, juntament amb un molí i terres. Al llarg de molts anys se'l va conèixer pel nom de la família, un membre de la qual fou dirigent del bàndol dels voltors (cadells) contra els morells (nyerros). El 1632, pel casament de la pubilla amb un Mont-ravà el mas va adoptar el seu nom actual. En l'actualitat hi viuen els masovers. L'explotació de la finca és a parceria, i els productes treballats són les avellanes, el vi, l'oli i l'horta.

### Capella
La capella està situada al costat del mas. Té planta rectangular, i exteriorment és formada per dos cossos decreixents en alçada. A la façana hi ha un porxo, cobert amb bigues de fusta i teulada a una vessant. Ocupa una espai d'amplada doble a la que correspon a l'església. La porta d'accés, situada a un extrem, és rectangular i amb dovelles de pedra. L'estructura formal de la façana es completa amb un espadat que tanca la composició ascendent. La banda lateral esquerra presenta finestres rectangulars molt allargades per a la il·luminació de l'interior, mentre que la dreta té com única obertura una porta rectangular, a una alçada superior a la de la porta principal. Els materials emprats per a l'obra són la pedra i el formigó.
La capella del mas de Monravà va ser construïda pel propietari del mas Josep Maria Monravà López, arquitecte municipal de Tarragona, aproximadament vers la fi de la dècada dels anys seixanta del segle xx.

## Torres de defensa del Mas de Mont-ravà

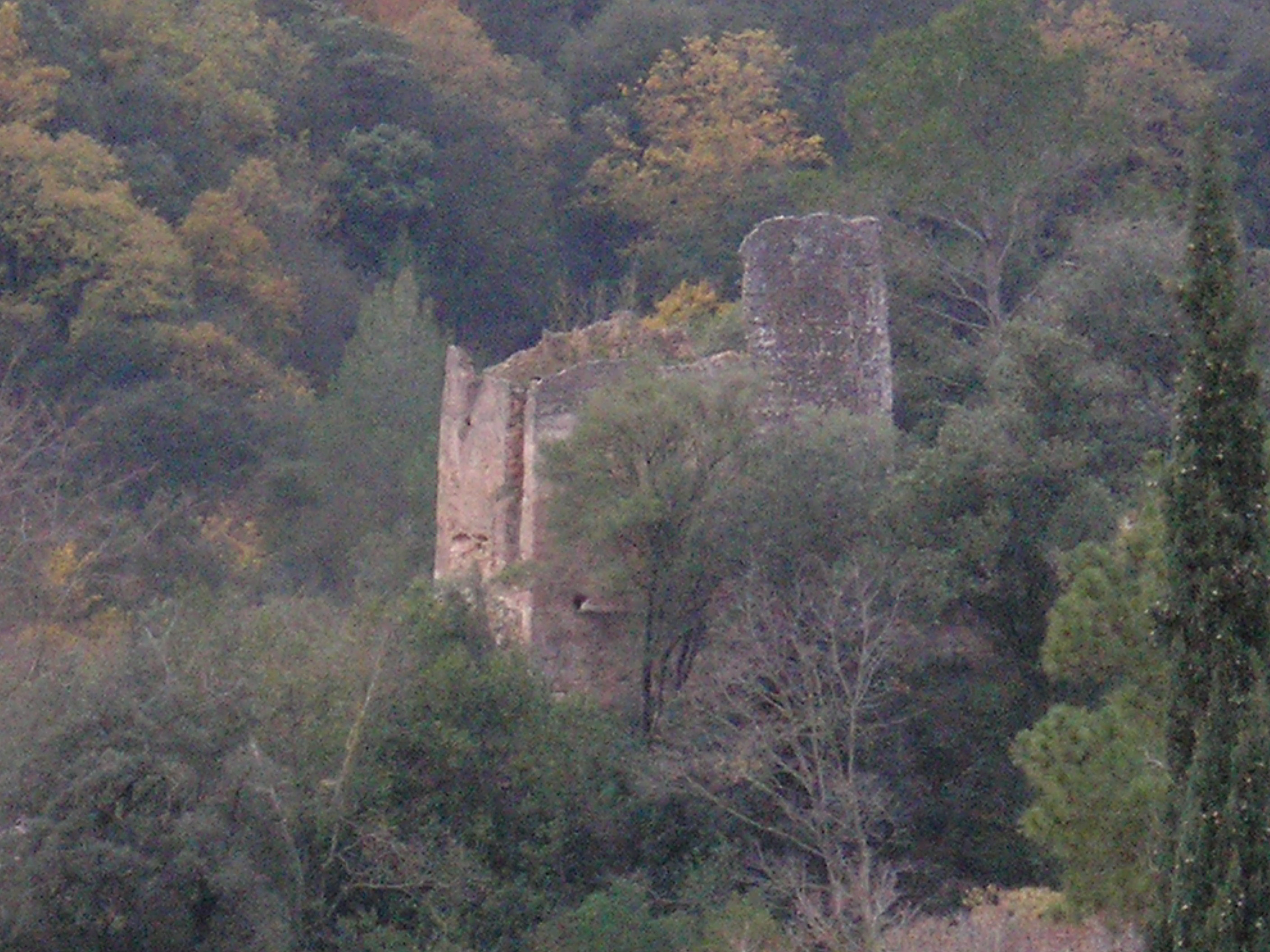
Torres de defensa del Mas de Mont-ravà (2015)

### Descripció
La construcció principal d'aquesta fortificació és formada per una torre, feta amb tàpia, de planta lleugerament rectangular i un cos annex, allargat, situat a la seva banda nord-oest. És possible que aquestes dues construccions fossin fetes en un mateix moment. Sota la torre de tàpia, a tocar de la masia, hi ha una torreta feta en un moment posterior.
La torre principal té a l'interior una amplada de quasi 6 m i un llargada de 6,5 m. El gruix de les parets és de 75 a 90 cm. La paret nord-oest és ensorrada en bona part. La part interior de les parets, uns 2 m als tres murs conservats, és feta amb carreus; la part superior és feta amb tàpia. L'alçada actual dels murs és d'uns 8 m que es reparteixen entre els 2 m del fonament de pedra i uns 6,3 m que corresponen a unes 7 tapieres que s'aprecien sobretot a la paret nord-est, potser la més antiga.

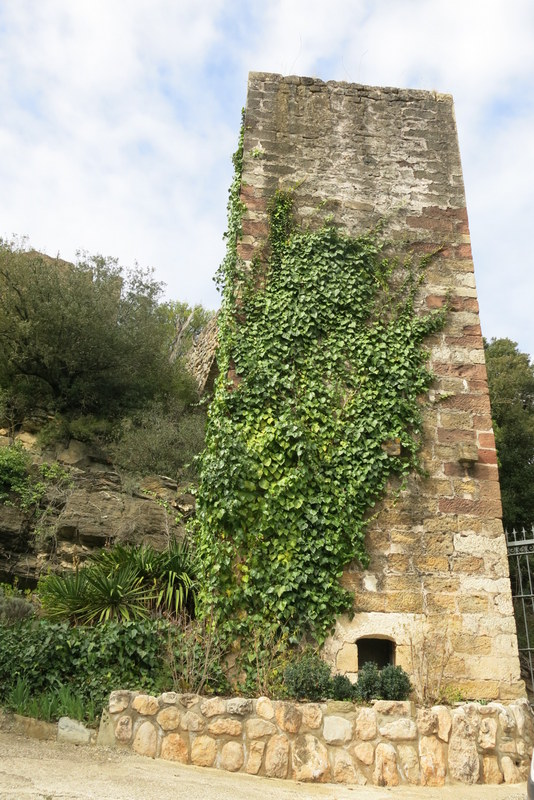
Torres de defensa del Mas de Mont-ravà (2018)

La part baixa del mur, de pedra, és feta amb carreus ben escairats i col·locats en filades. S'han unit amb morter de calç i potser de guix poc dur. Al mig de la part baixa de la paret del sud-oest hi ha dues mènsules, situades a uns 2 m de terra. L'angle meridional de la torre és fet amb pedres més treballades. A la part feta amb tàpia, la paret nord-est és feta amb blocs de 90 cm d'alt i una longitud de poc més de 2 m. La paret sud-oest és feta amb tapieres que fan uns 120 cm d'alt. La porta era segurament situada a la paret ensorrada del nord-oest. A les restants parets hi ha diverses espitlleres. A l'interior fan uns 60 cm d'alt per uns 40 d'ample. Són acabades amb 3 lloses al damunt. No s'han de confondre amb els forats que hi ha al final de cada filada de tàpia.
Al nord-oest de la torre s'adossava un edifici de 13 m de llarg i 5,5 m d'ample. El gruix de les parets és de 110 cm. La part inferior és feta amb carreus. A partir del 1,5 m comença, en lloc de la tàpia, un encofrat d'una alçada màxima de 2 m. Les parets més ben conservades són les de la banda nord.
Entre aquestes construccions i la masia de Mont-Ravà hi ha un torreta de planta quasi quadrada (3,8 m de costat) i una alçada de més de 9 m. Les parets són fetes amb carreus col·locats en filades i els caires són de pedres de color rogenc ben treballades. Hi ha una petita obertura a peu pla i diverses mènsules als costats sud-est i nord-est. Segurament, aquesta torre fou feta al segle xiii. L'edifici més interessant és el fet amb tàpia. Hi ha diversos paral·lels i coincidències amb altres construccions que permeten suposar que aquest edifici fou construït en època musulmana, relacionat amb la defensa de la vall.

### Història
La història d'aquesta fortificació s'ha de posar en relació amb la del mas de Mont-ravà, anomenat a l'edat mitjana mas Voltor del qual, sens dubte, és el precedent. La notícia més antiga del lloc és de l'any 1157 en què Joan, ardiaca de Tarragona, va donar a Pere Voltor i la seva dona Marència «tota aquella terra erma i inhabitable que està en lo terme de Siurana o en lo pendent de Mont-ral» en lliure i franc alou. Els Voltor deurien ocupar seguidament aquell indret, al peu de la serra del Pou, on bastiren una casa forta o reocuparen una fortificació ja existent. El 1163, Alfons I els va concedir aquest casal, un molí proper i les terres que comprenia, en franc alou, exceptuant els delmes i les primícies «per lo bon servei que me haveu fet i fidelitat me haveu tingut a mi i els meus». Els Voltor foren membres importants de la societat alcoverenca medieval. El 1623 la pubilla dels Voltor es va casar amb un fill de la casa Mont-ravà, per la qual cosa el casal passà a aquest darrer llinatge i per això el mas és conegut amb el nom de mas de Mont-ravà.
Hi ha diverses teories quant a la datació de les torres de defensa del mas de Monravà. Barbarà i Camafort creu que segurament van ser construïdes en temps del comtat de Prades, per defensar-se dels homes de la jurisdicció de l'Arquebisbe.
La tradició atribueix les torres als moros, opinió compartida per Iglésies, Santasusagna i Amigó, així com per Català Roca que les atribueix als sarraïns, en el procés històric de la Reconquesta. Hi ha diversos paral·lels i coincidències amb altres construccions que permeten suposar que aquest edifici fou construït en època musulmana, relacionat amb la defensa de la vall.
Des de les torres, es podien fer senyals visibles des del castell de l'Albiol i el de Mont-ral al mateix temps.